# 묵동
묵동(墨洞)은 서울특별시 중랑구의 법정동이다.

## 개요
1913년 12월 29일 중랑 지역은 경기도 양주군 구리면(현재의 상봉·중화·묵·망우·신내동)과 고양군 뚝도면(현재의 면목·중곡동)의 일부가 되었다. 1949년 8월 15일에 서울특별시 구역 확장으로 고양군 뚝도면 면목리가 서울시로 편입되었고, 1963년 1월 1일 다시 양주군 구리면의 상봉·중화·묵·망우·신내리가 편입되어 현재의 상봉·중화·묵·망우·신내동이 되었다. 1970년 5월 18일에 동대문구에 편입되어 행정동간 조정으로 면목동을 면목1동·2동으로 분동하였으며, 1973년 7월에는 관악구, 도봉구의 2개 구가 증설됨과 동시에 구조정으로 면목동의 일부가 성동구로 편입되면서 면목1동을 나누어 면목3·4동을 증설하였으며, 1977년 9월 1일에는 면목1동 일부를 면목6동으로 분동하였다. 그 후 1988년 1월 1일 인구가 많은 구를 분구하여 중랑구·노원구·서초구·양천구·송파구의 5개 구가 증설되었는데, 중랑구는 동대문구로부터 분리·신설되었으며, 17개동을 분할하고 동명칭은 면목1·2·3·4·5·6·7동, 상봉1·2동,중화1·2동, 묵1·2동, 망우1·2·3동, 신내동으로 하였다.

## 교육
- 서울묵현초등학교
- 서울신묵초등학교
- 서울원묵초등학교
- 원묵중학교
- 태릉중학교
- 원묵고등학교
- 태릉고등학교

## 교통
■■ 서울 지하철 7호선
- 먹골역

## 주거

### 아파트
| 단지명           | 건설사            | 시행사                  | 주소           | 입주        | 비고 |
| ---------------- | ----------------- | ----------------------- | -------------- | ----------- | ---- |
| 신내 4단지       | 진덕산업㈜        | 서울주택도시공사        | 숙선옹주로 91  | 1996년 6월  |      |
| 신내 5단지       | 대림산업 두산건설 | 서울주택도시공사        | 신내로21길 16  | 1995년 12월 |      |
| e편한세상 화랑대 | 대림산업          | 묵1동재건축사업정비조합 | 숙선옹주로 45  | 2017년 12월 |      |
| 묵동 아이파크    | 현대산업개발      | 현대산업개발            | 동일로157길 70 | 2002년 6월  |      |
| 브라운스톤 태릉  | 이수건설          | 이수건설                | 공릉로18길 59  | 2004년 3월  |      |

## 같이 보기
- 대한민국의 행정 구역